# Chocerady
Chocerady település Csehországban, a Benešovi járásban. Chocerady Ondřejov, Vranov, Vlkančice, Stříbrná Skalice, Kaliště, Hvězdonice, Sázava, Ostředek és Vodslivy településekkel határos. Lakosainak száma 1361 fő (2024. január 1.).

## Népesség
A település lakosságának változását az alábbi diagram mutatja:
| Lakosok száma | 1446 | 1274 | 1220 | 1426 | 1110 | 1002 | 1241 | 1262 | 1281 | 1361 |
|               | 1869 | 1890 | 1921 | 1950 | 1980 | 2001 | 2017 | 2019 | 2022 | 2024 |